# Gemind
Das Gemind, auch Gemünd, war ein österreichisches Längenmaß in Bergwerken der Grafschaft Tirol.
- 1 Gemind = 1401 3/5 Pariser Linien = 3 1/6 Meter.

Das Maß entsprach 4 Bozener Ellen.
In Deutschland hatte Gemünd eine andere Bedeutung. Die Längenmessungen zur Vermessung von Feldern, Wiesen, Holzungen und Teiche geschahen meistens mit einem Stab oder einer Latte von 7 ½ Leipziger Ellen Länge, so, dass dieser Stab durch Überschlagen in der Messlinie gedacht aneinander gelegt wurde, wodurch dann noch die Dicke des Stabes, das Gemünd, addiert werden musste. Das Gemünd setzte man mit 2 Zoll Stabdicke an. Die Rutenlänge der Leipziger Rute betrug somit 7 Leipziger Ellen und 14 Zoll. 